# NGC 1715
NGC 1715 este o galaxie situată în constelația Peștele de Aur. A fost descoperită în 2 noiembrie 1834 de către John Herschel.